# 那覇空軍・海軍補助施設

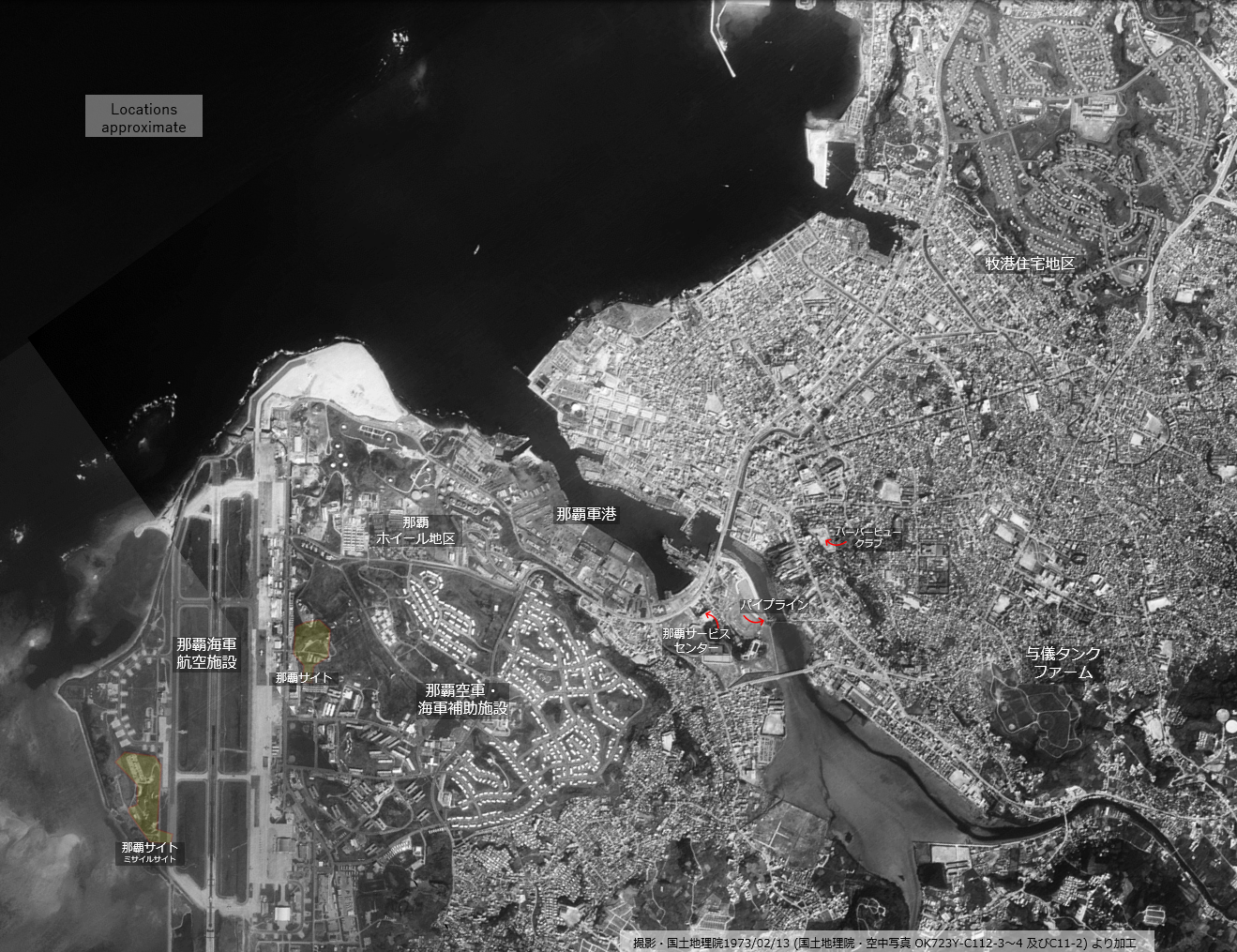
那覇市と米軍基地 (国土地理院1973年2月13日撮影)

那覇空軍・海軍補助施設 (なはくうぐんかいぐんほじょしせつ 英語 Naha Air Force/Navy Annex) は沖縄県那覇市の小禄半島にあった米軍基地。瀬長島と現在の那覇空港にひろがる広大な米軍施設であった。
航空自衛隊の那覇基地として移管され、また残りの土地も1986年に返還が完了し、跡地開発が進んでいる。瀬長島は瀬長島ウミカジテラスなど観光客でにぎわうリゾート施設となった。

## 概要

### 小禄半島の米軍基地

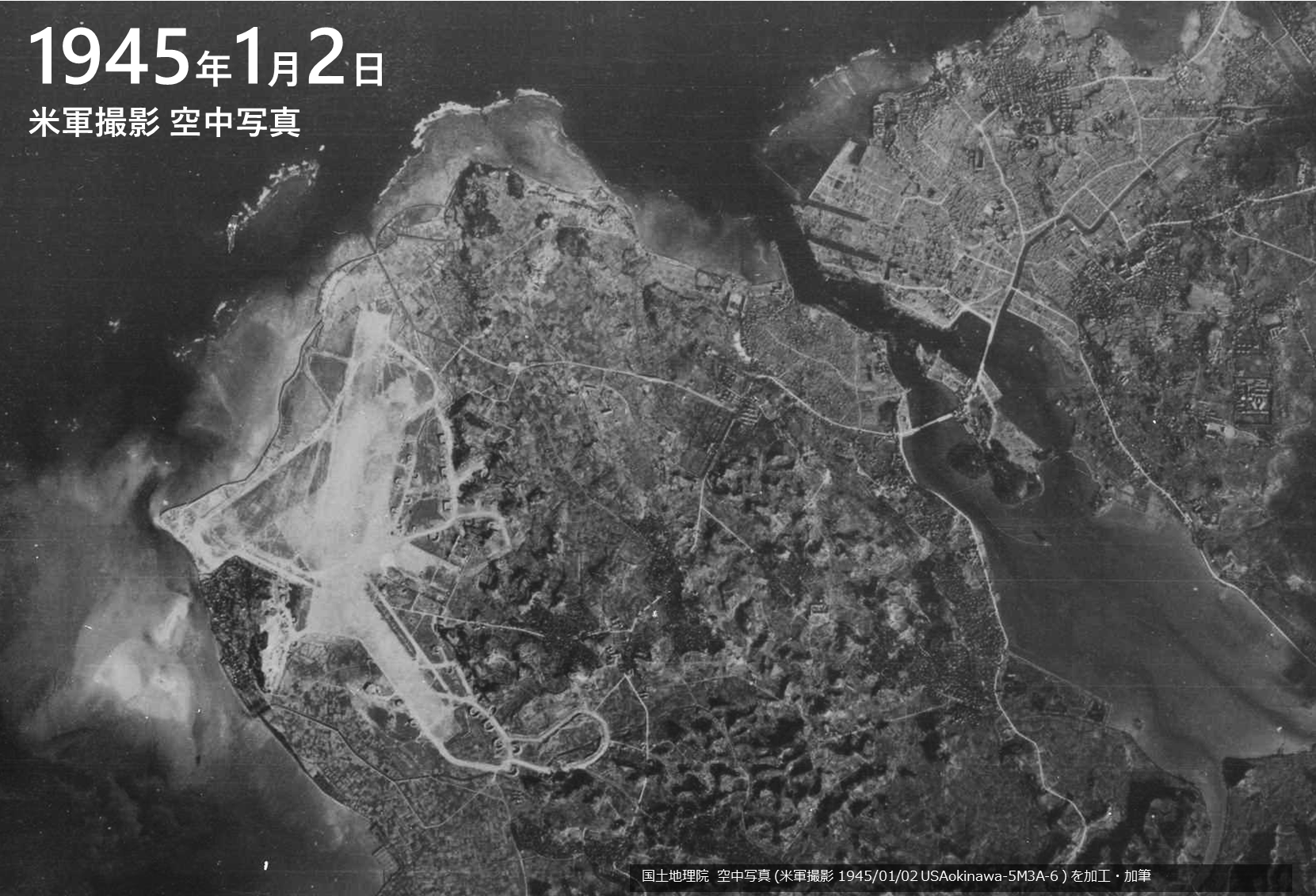
沖縄戦開始前の日本海軍「小禄飛行場」(米軍撮影 1945年1月2日)

那覇空港がある小禄半島は、そのほぼ全域が米軍基地として長らく接収されていた。
1. 那覇海軍航空施設 (滑走路含む)
2. 那覇サイト (ミサイル基地含む)
3. 那覇港湾施設 (那覇軍港)
4. 那覇サーヴィス・センター (現在は武道館など)
5. 那覇空軍・海軍補助施設 (航空自衛隊 那覇基地 と住宅地)
6. 那覇ホイール地区 (陸上自衛隊 那覇駐屯地) 5つの施設である。

| 小禄半島の米軍基地 | 小禄半島の米軍基地       | 備考                 |
| ------------------ | ------------------------ | -------------------- |
| FAC6064            | 那覇港湾施設 (那覇軍港)  |                      |
| FAC6065            | 那覇サーヴィス・センター | 返還                 |
| FAC6066            | 那覇空軍・海軍補助施設   | C表: 空自 那覇基地   |
| FAC6267            | 那覇サイト               | B表: 空自 那覇基地   |
| FAC6089            | 那覇海軍航空施設         | 返還 沖縄空港        |
| -                  | 那覇ホイール地区         | C表: 陸自 那覇駐屯地 |

### 「那覇空軍・海軍補助施設」
沖縄戦の占領から継続使用され、さらに1953年にさらなる強制接収で、閑静な将校や下士官・軍属などの住宅地として幼稚園、遊園地、ゴルフ場、PX、銀行等が作られた。1965年から十数回に分け返還が行われた。西側は航空自衛隊那覇基地へ移管され、東側は住宅地として、また瀬長島はショッピングモールや市営球場として開発された。
1972年の返還協定時の状態
- 場所: 那覇市宮城・赤嶺・田原・金城・高良・具志・字当間・字安次嶺・字鏡水・豊見城市字瀬長
- 面積: 約 3,623 千㎡
- 施設: 管理事務所、住宅、弾薬庫を含む

## 歴史

### 旧海軍「小禄飛行場」
現在の那覇空港がある場所は、かつては島尻郡小禄村とよばれていた。1933年8月、日本軍が旧小禄村大嶺の土地を強制接収し小禄飛行場を建設した。1945年6月4日、米軍が半島北側の鏡水から上陸、大田実海軍中将率いる旧海軍との壮絶な小禄の戦いが展開された。

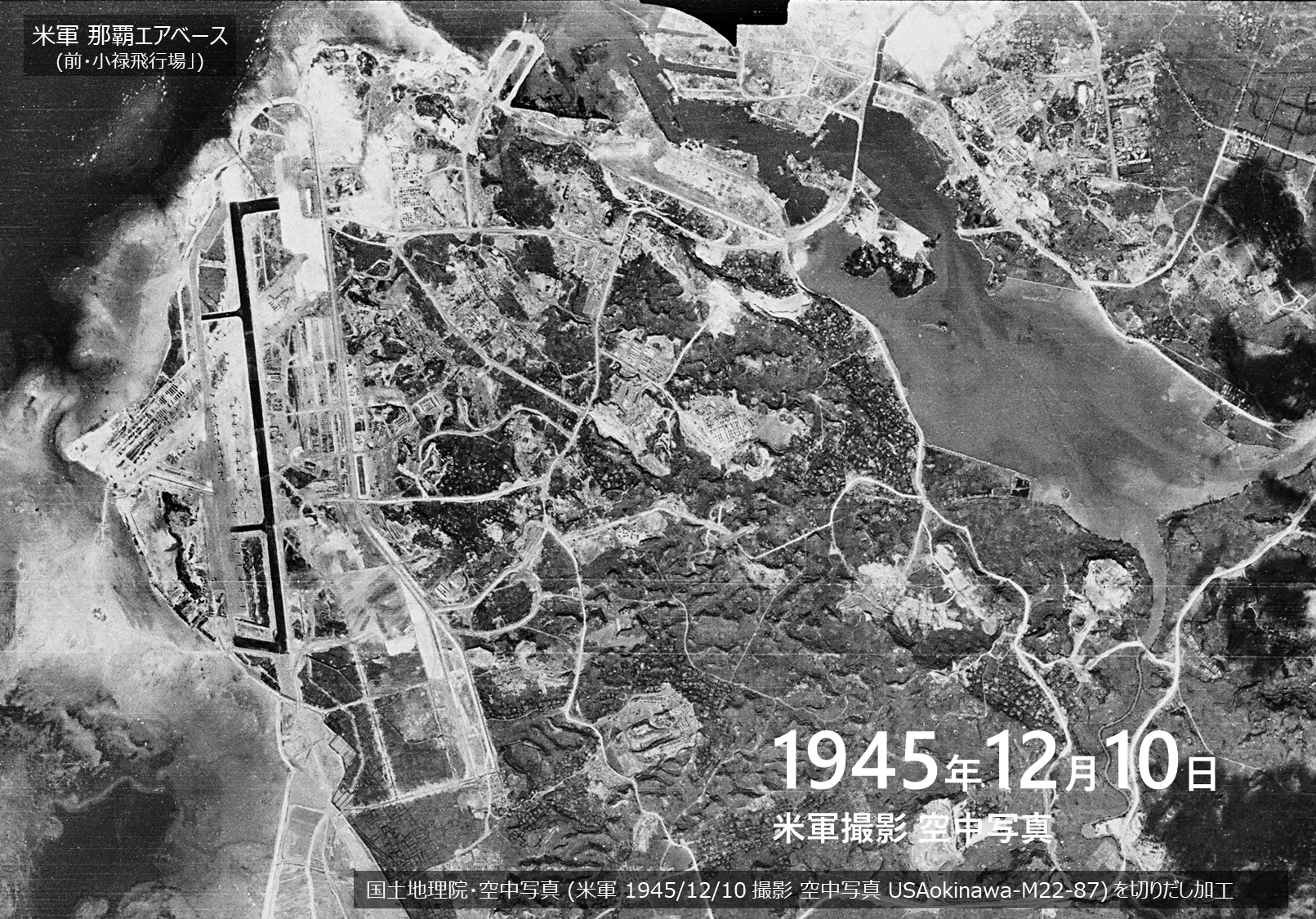
日本海軍の九の字型の滑走路跡が残っているが、米軍は半年後には垂直の滑走路を作り直している。(

### 米軍「那覇空軍・海軍補助施設」
沖縄戦と占領
沖縄戦の後、米軍は各種空港施設を建設し、小禄村具志の多くも既に軍用地として占領されていた。住民は民間人収容所に送られ、米軍が具志・宮城・高良・赤嶺の住民に帰村を許可したのは1947年8月のことであった。米軍はこの時点で既に小禄村の面積の70.45% を占有していたため、住む場所を奪われた住民は、米軍が廃棄したテントを張ったり、トタン葺きの仮住まいを建て、そこに何世帯かが同居することもまれではなかった。
具志の「銃剣とブルドーザー」

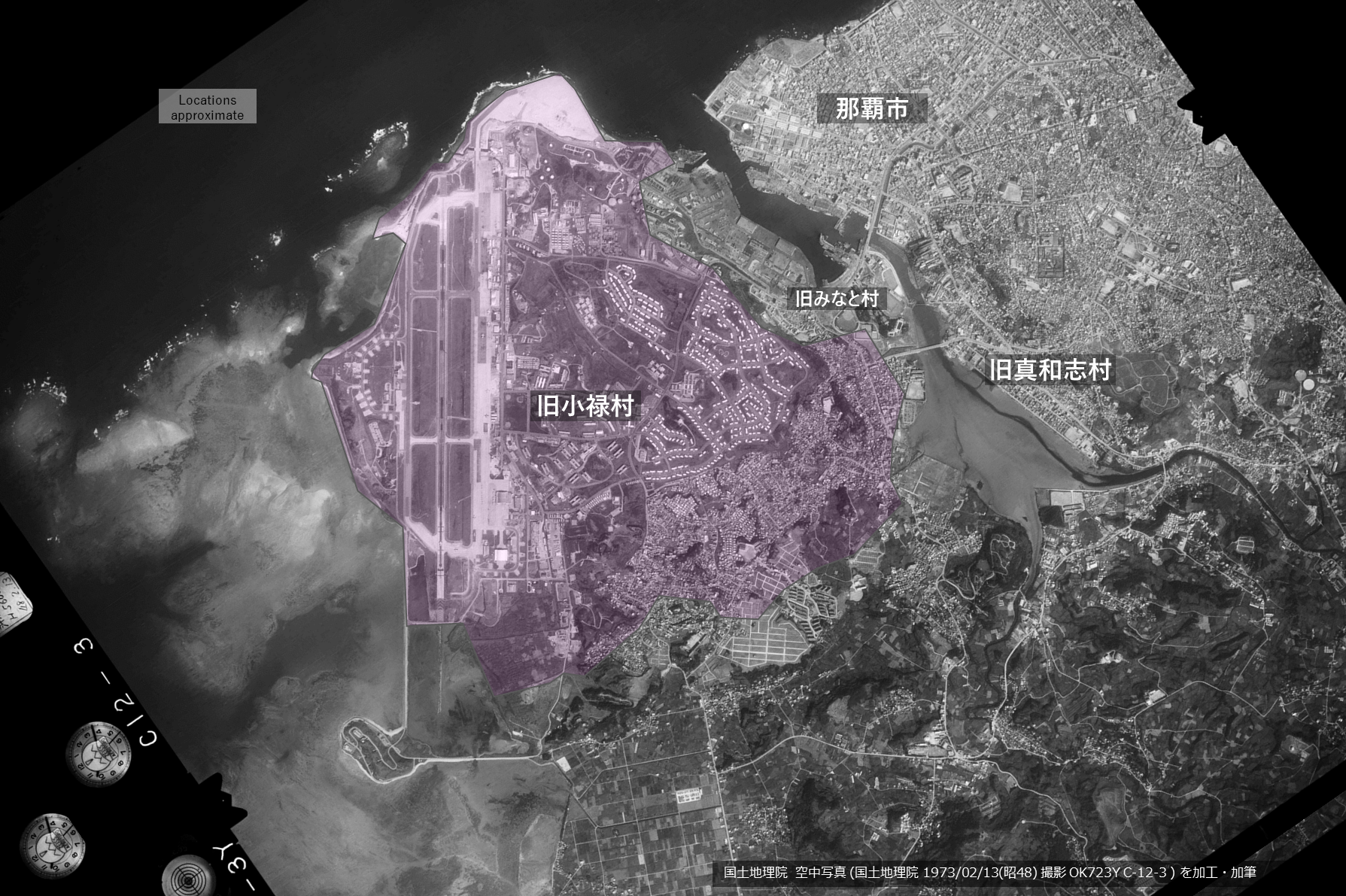
旧小禄村のおよその範囲。旧小禄村の7割もの面積が米軍基地として接収されるなか、1953年に銃剣とブルトーザーでさらに強制接収が行われた。

1953年12月5日、米国民政府はさらなる軍用地を強制接収するため具志に武装兵を出動させ、いわゆる銃剣とブルドーザーで残りの土地の約2.4万坪を強制接収し「那覇空軍・海軍補助施設」とした。
- 1953年: 字具志の土地約 49,500 ㎡を強制接収。

### 1972年以降
那覇サイトとともに航空自衛隊那覇基地として十数回にわたって分割され空自「那覇基地」として移管された。また東側は住宅地となる。1986年10月31日に返還が完了する。
- 1972年5月15日: 沖縄返還協定「那覇空軍・海軍補助施設」として提供開始。一部返還され、返還協定C表により自衛隊に移管され、航空自衛隊 那覇基地となる。
- 1973年7月30日: 26,000 ㎡を返還（国道 331 号用地）。
- 1975年6月17日: 5,000 ㎡を返還。
- 1976年9月30日: 197,000 ㎡を返還。
- 1977年1月27日: 国道331号の一部 9,900 ㎡、哨舎 30 ㎡ をそれぞれ追加提供。5月14日 瀬長島及び瀬長島への海中道路部分 165,000 ㎡を返還。11月17日
- 1978年7月31日: 20,000 ㎡を返還（自衛隊病院建設用地）。10月19日 18,000㎡区域修正（境界変更により空海部分は減、那覇港湾施設は増）。
- 1980年2月14日: 陸上自衛隊が訓練場として 109,000 ㎡を共同使用。3月31日 916,000 ㎡を返還。 9月30日 2,000 ㎡を返還。
- 1981年10月31日: 10,000 ㎡を返還。11月27日 航空自衛隊及び海上自衛隊が建物等の用地として 1,012,000 ㎡を共同使用。
- 1982年3月31日: 2,278,000 ㎡を返還（自衛隊引き継ぎ）。
- 1983年3月31日: 58,000 ㎡を返還。10月31日 980 ㎡を返還。
- 1984年3月31日: 5,460 ㎡を返還。5月31日 8,140 ㎡を返還。

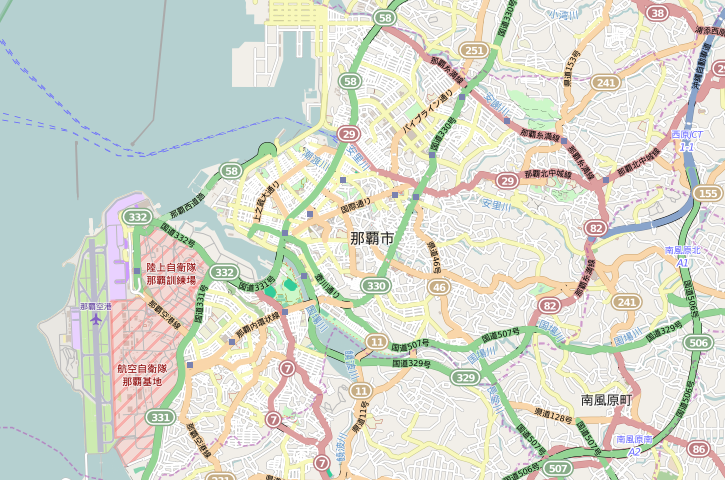
米軍基地「那覇空軍・海軍補助施設」と「那覇ホイール地区」はそれぞれ航空自衛隊「那覇基地」と陸上自衛隊「那覇駐屯地」に移管された。

- 1986年10月31日: 全返還

### 空自 「那覇基地」
航空自衛隊那覇基地（海上自衛隊第5航空群共用施設）
- 場所: 那覇市（字当間、字宮城、字高良、字具志）
- 面積: 2,074千㎡
- 地主数: 154人管理
- 使用部隊名：
  1. 航空自衛隊南西航空混成団（団司令部、第83航空隊、南西航空警戒管制隊、第5高射群、南西航空施設隊、南西航空音楽隊）
  2. 海上自衛隊第5航空群（群司令部、第5航空隊、第9航隊、第5支援整備隊、那覇航空基地隊）
  3. その他の部隊（那覇救難隊、那覇ヘリコプター空輸隊、那覇管制隊、那覇気象隊、航空システム通信隊保全監査群通信監査隊第4通信監査班、那覇地方警務隊、那覇地方調査隊、第1補給処東京支処那覇分室、自衛隊那覇病院、陸上自衛隊第101飛行隊、米空軍第18航空団第623戦術管制中隊

### 跡地開発
自衛隊に移管された土地以外の、返還された東側の跡地においては、小禄金城地区、高良宇栄原地区、具志宮城地区の3地区で土地区画整理事業が実施され、郊外型大型店舗の進出や那覇市のベッドタウンとして発展した。
また豊見城市の瀬長島は、市営の瀬長島野球場やリゾートホテルとモール「瀬長島ウミカジテラス」などが開発され、観光客に人気のスポットとしてにぎわっている。

## 参照項目
沖縄の米軍基地
瀬長島